# Ferrocarril de Exeter y Crediton
El Ferrocarril de Exeter y Crediton (nombre original en inglés: Exeter and Crediton Railway) era una línea férrea originalmente construida con vía de gran ancho (7 pies 1/4 plg (2140 mm)) que unía Exeter y Crediton (Devon) en Inglaterra. Tenía 5¼ millas (8½ km) de largo.
Aunque la compañía que promovió la obra se fundó en 1845 y la construcción de las vías se concluyó en 1847, el trayecto no se inauguró hasta el 12 de mayo de 1851 debido a discrepancias sobre el ancho en el que debía explotarse. El tramo fue inicialmente operado por el Ferrocarril de Brístol y Exeter, pero finalmente se convirtió en parte del Ferrocarril de Londres y del Suroeste, siendo así uno de los pocos ferrocarriles de vía ancha que nunca se convirtió en parte del Great Western Railway.
Permanece abierto como parte de la Línea de Tarka, un recorrido turístico entre Exeter y Barnstaple.

## Historia

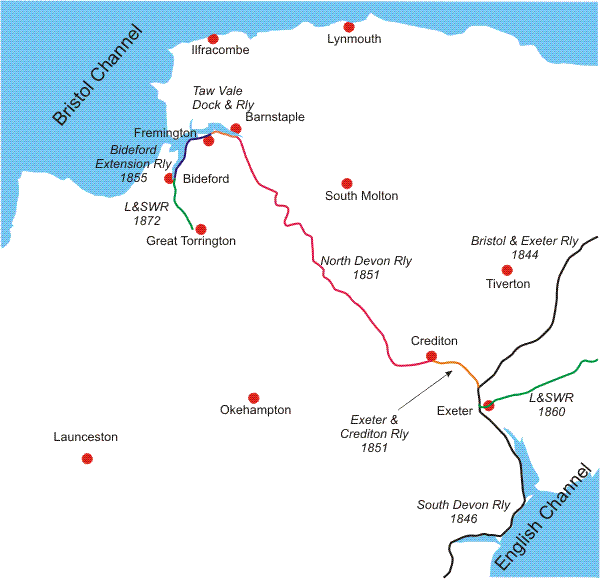
El Ferrocarril de Exeter y Crediton en contexto

### Primeras propuestas
Crediton era una ciudad importante a principios del siglo XIX, y los representantes de los intereses comerciales de la localidad consideraron cómo se podrían mejorar las conexiones de transporte. En 1831 se propuso realizar una conexión ferroviaria a un muelle en la zona mareal del río Exe en Exeter, completándose el transporte posterior mediante navegación costera. Los poderes parlamentarios se obtuvieron mediante la Ley del 23 de junio de 1832. Sin embargo, en realidad no se llevó a cabo ninguna construcción, y la autorización caducó.
El Great Western Railway (GWR) se abrió entre Londres y Bristol en 1841, revolucionando el transporte en el área a la que servía. Esto alentó la promoción de otra línea, el Ferrocarril de Brístol y Exeter (B&ER), que se completó el 1 de mayo de 1844, lo que a su vez condujo a la construcción del Ferrocarril del Sur de Devon (SDR) desde Exeter a Plymouth y Torquay, inaugurado por etapas entre el 30 de mayo de 1846 y el 2 de abril de 1849. Estos ferrocarriles formaron una alianza amistosa y todos se construyeron con las vías de gran ancho (de 7 pies 1/4 plg (2140 mm)) ideadas por el ingeniero Isambard Kingdom Brunel.
En Crediton no tardaron mucho en darse cuenta de que el ferrocarril en Exeter era un beneficio para su ciudad si se podía tender un ramal, y en 1844 se formuló una propuesta para hacer una línea desde Crediton hasta Cowley Bridge en el B&ER. Se suscribió el capital requerido de 60.000 libras esterlinas y se presentó una ley de autorización en la sesión del Parlamento de 1845.
La fiebre ferroviaria estaba en su apogeo en aquel momento, y se producían a diario propuestas para nuevos ferrocarriles, aunque muchas de ellas tenían pocas posibilidades de éxito financiero. El parlamento estableció un comité de miembros de la Junta de Comercio, encabezado por Lord Dalhousie, para evaluar las propuestas en competencia para cualquier distrito en particular, y se planteó que una sola línea satisfaría todos los requisitos locales. El problema se complicó por la cuestión del ancho de vía: el GWR y sus aliados operaban con vías de gran ancho, mientras que muchas otras empresas usaban el ancho de vía estrecho de 4 pies 8,5 plg (1435 mm) (más tarde denominado ancho de vía estándar). Si se autorizaba una pequeña línea independiente, su ancho de vía implicaba su lealtad al GWR y sus aliados, o a los competidores del GWR, según fuera el caso.

### Autorización de la línea
El comité de Dalhousie, coloquialmente conocido como "los Cinco Reyes", consideró propuestas alternativas para vincular Barnstaple con la red nacional emergente, a través de Crediton o de otra manera. Sin embargo, debido a que se hizo evidente que la cuestión del ancho de vía sería determinada por una nueva Comisión del Ancho de vía, que se esperaba que ordenara este aspecto para todos los ferrocarriles futuros, Dalhousie aplazó una decisión. Dadas las circunstancias, es sorprendente que el Ferrocarril de Exeter y Crediton (E&CR) obtuviera su Ley de autorización del Parlamento el 21 de julio de 1845, con un capital de 70.000 libras esterlinas. El ancho de vía debía ser "tal como lo apruebe la Junta de Comercio a su discreción".
La nueva Compañía hizo arreglos provisionales para arrendar su línea al B&ER.

### La Línea de Taw Vale
Mientras tanto, se presentaron propuestas en competencia a la sesión del Parlamento de 1846 para que los ferrocarriles conectaran Barnstaple a la red. El B&ER deseaba construir una línea desde su (propuesta) estación de Tiverton, propuesta que fue rechazada a favor de la Compañía del Muelle y la Extensión Ferroviaria de Taw Vale, desde Barnstaple para unirse a la línea de Exeter y Crediton en Crediton. Este esquema fue apoyado por el Ferrocarril de Londres y del Suroeste (LSWR), que aspiraba a expandirse a Devon. En ese momento, su aproximación más cercana estaba al este de Salisbury, pero estaba decidido a obtener una línea principal a Exeter y al norte de Devon. La nueva Compañía generalmente se conocía como el Ferrocarril de Extensión de Taw Vale (TVER), o simplemente como el Ferrocarril de Taw Vale.
El TVER tuvo que construirse en vía ancha, para permitir el paso a la línea de Exeter y Crediton, y el B&ER no perdió tiempo en hacer un arrendamiento provisional de la línea del TVER al B&ER, igualando el arrendamiento de la línea de Exeter y Crediton.

### Arrendamiento de la empresa

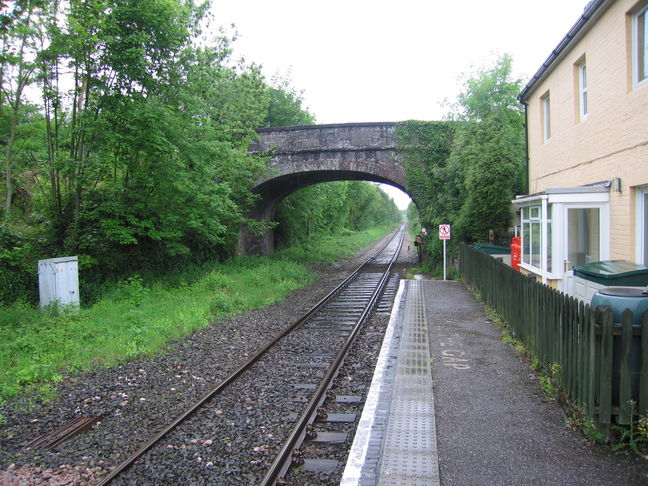
Estación de Newton St Cyres

Los arrendamientos provisionales tuvieron que ser ratificados por los accionistas, y en una tormentosa junta celebrada el 11 de enero de 1847 se rechazó el arrendamiento provisional. Los directivos habían dado por sentado el tema de la lealtad al B&ER y al ancho de vía, pero los accionistas pensaban lo contrario. Muchos accionistas solo habían obtenido sus acciones la semana anterior, y la votación parecía haber sido diseñada para favorecer a los interés del LSWR.
Sin embargo, la Compañía no se propuso operar la línea por sí misma, por lo que se propuso un arrendamiento al TVER, que también había tenido una junta de accionistas difícil y había optado por unirse al campo del LSWR. El arrendamiento del E&CR al TVER fue ratificado por los accionistas del E&CR el 24 de febrero de 1847. Las obligaciones del TVER fueron suscritas por el LSWR y, en efecto, el E&CR se iba a arrendar al LSWR.
La mayoría de los directivos del E&CR y su presidente J. W. Buller, estaban fuertemente a favor del B&ER, y quedaron consternados por este rechazo repentino de sus intenciones. Buller firmó rápidamente un contrato para operar en la línea con George Hennett el 7 de abril de 1847, con la intención de frustrar la alineación con el bloque del LSWR. Los directivos minoritarios del Ferrocarril de Taw Vale convocaron una Asamblea General Extraordinaria el 12 de abril de 1847 y propusieron la destitución de Buller y otros tres directivos del B&ER, y propusieron prohibir la apertura de la línea en vía ancha. Buller, como presidente, declaró que la propuesta era ilegal, pero fue aprobada. En medio de escenas de crispación y una pelea, Buller y sus partidarios abandonaron la reunión, llevándose el libro de actas con ellos. En audiencias legales posteriores, se declaró legal la adquisición por parte de los directores del Ferrocarril de Taw Vale, y un directivo llamado Thorne era propiamente el presidente de la empresa. Se presentaron quejas a los Comisionados de Ferrocarriles, que pudieron comprobar que el LSWR había financiado indebidamente la compra de acciones por parte de personas locales para obtener una mayoría en las votaciones, aunque el B&ER había hecho algo similar con la votación del E&CR.

### Construcción, pero no apertura
A pesar de las dificultades en las juntas de accionistas, la construcción había continuado y estaba lista, como una línea de vía ancha de doble vía, a principios de 1847, excepto por la conexión real al B&ER en Cowley Bridge. Los directivos anticiparon el comienzo del servicio de trenes, pero los partidarios del LSWR entre el accionariado obtuvieron una orden judicial del Tribunal de Cancillería que les prohibía abrir en la vía ancha, de acuerdo con la resolución del 12 de abril de 1847 (dado que una vez abierta a los pasajeros, una línea no podía cambiar su ancho sin una nueva Ley del Parlamento).
El TVER (en realidad el LSWR, con el control de la infraestructura del E&CR), solicitó a los Comisionados de Ancho una decisión sobre la anchura de las vías de su propia línea, y dejó en claro que esperaban que fuera a favor del ancho de vía estrecho. Además, modificaron la vía de la línea del E&CR a vía estrecha e informaron a los comisionados que proponían iniciar servicios de pasajeros de vía estrecha en el E&CR el 15 de febrero de 1848 entre Crediton y Cowley Bridge justo antes que el B&ER. El LSWR todavía aspiraba a tener una línea independiente desde allí hasta su propia estación de Queen Street en Exeter.
Sin embargo, el 8 de febrero de 1848, los comisionados emitieron su determinación: el TVER (y por implicación el E&CR) iba a ser una línea de vía ancha.
A estas alturas, el TVER se había quedado sin dinero y su patrocinador, el LSWR, también estaba sujeto a importantes compromisos financieros en otros lugares que tenían prioridad. En consecuencia, se había llegado a un callejón sin salida, y la línea completa y la estación rudimentaria en Cowley Bridge permanecieron sin uso. No fue hasta febrero de 1851 cuando William Chaplin, presidente tanto del E&CR como del LSWR, pudo informar a una junta de accionistas que se había acordado un contrato de arrendamiento con el B&ER. Operarían en la línea, modificando una de las dos vías de vía estrecha a vía ancha e instalando la conexión con su propia línea en Cowley Bridge, quedando la realización de estos trabajos a cargo del E&CR. La estación de Cowley Bridge no sería necesaria, y de hecho, el edificio de madera fue desmantelado y reconstruido en Newton St Cyres.

### Apertura
El Capitán Mynne de la Junta de Comercio inspeccionó la línea y la aprobó, de forma que el 12 de mayo de 1851 se llevó a cabo una inauguración ceremonial, con los servicios públicos completos a partir del mismo día. El E&CR era ahora una sola línea de vía ancha (con una línea de vía estrecha sin usar al lado), y en la práctica un ramal del B&ER. Las únicas estaciones eran Newton St Cyres y Crediton. Se dispusieron servicios de carruajes de caballos por carretera que conectaban Barnstaple y Torrington con Crediton.
Los servicios iniciales consistían en siete trenes diarios en cada sentido, con un tiempo de viaje de unos 15 minutos. Las tarifa era de 1 chelín en 1.ª clase (unas 5.82 £ actualizadas), la vuelta por 1 chelín y 4 peniques (unas 7.76 £ actualizadas), 9 peniques en 2.ª clase (unas 4.37 £ actualizadas), 1 chelín por la vuelta, y 4 peniques en 3.ª clase (unas 1.94 £ actualizadas).

### Conexión con el Ferrocarril de Norte de Devon
El TVER había sufrido un revés por la cuestión de su ancho de vía, y el abandono por parte del E&CR la vía estrecha exacerbó su postura. Llevó algún tiempo decidir el camino a seguir, pero mediante la Ley del 24 de julio de 1851 se cambió el nombre a "Compañía del Ferrocarril del Norte de Devon" (NDR), redujo su capital y sus planes, y se conformó con una sola línea de vía ancha que conectara Barnstaple con Crediton. La Ley autorizó a los trenes del NDR a pasar por las vías del E&CR y del B&ER para llegar a Exeter mediante un acuerdo.
El NDR abrió su línea al tráfico el 1 de agosto de 1854 (aunque el 12 de julio tuvo lugar una "apertura" ceremonial previa). El NDR contrató su operación a Thomas Brassey, utilizándose trenes operados desde Exeter a Barnstaple, a los que se cambiaba de locomotora en Crediton.

### Llegada del LSWR a Exeter
Después de considerables dificultades, el LSWR llegó a Exeter el 18 de julio de 1860. Su estación de Exeter, Queen Street, era mucho más céntrica que la estación del B&ER, con el que no hubo conexión en esta etapa.
El LSWR había albergado durante mucho tiempo intenciones de extenderse hacia el norte y el oeste de Devon, y anteriormente había pensado en una línea independiente que se conectara al E&CR. Sin embargo, la topografía era adversa y un enfriamiento de las hostilidades con el B&ER llevó a un acuerdo, celebrado el 14 de marzo de 1860, para conectar las dos redes. Una ley del 3 de julio de 1860 autorizó la construcción de una línea de conexión con pendiente pronunciada desde Queen Street hasta St Davids en Exeter, mezclando el ancho en B&ER hasta Cowley Bridge y disponiendo vías de ancho mixto en el E&CR, y también en la línea del NDR.

### El LSWR adquiere el E&CR
Una vez instaladas las vías necesarias, los trenes del LSWR pudieron llegar a Crediton desde el 1 de febrero de 1862, cuando entró en vigencia un arrendamiento de la línea del E&CR al LSWR. El contrato de arrendamiento se renovó por siete años a partir de 1869 y la línea se duplicó en ancho mixto a partir del 1 de junio de 1875.
El LSWR dominaba la junta y la participación accionarial del E&CR, por lo que su independencia era ficticia, y la línea se operaba como parte del LSWR (aunque seguía funcionando un tren de mercancías de vía ancha diario). El Ferrocarril de Bristol y Exeter se fusionó con el Great Western Railway y otras compañías a partir del 1 de febrero de 1876, y la compañía combinada resultante pasó a utilizar el nombre del Great Western Railway (GWR). Se llevaron a cabo negociaciones para que el LSWR comprara la participación accionarial del GWR en el E&CR. No sin dificultad, se llegó a un acuerdo, y la compra se valoró en 217.687 libras esterlinas. Como accionista mayoritario, el LSWR pagó solo 81.256 libras esterlinas. La transferencia se hizo efectiva el 26 de junio de 1879.

### Parte del LSWR
La Línea de Exeter y Crediton pasó a formar parte del LSWR, que la había controlado durante mucho tiempo, y el vecino Ferrocarril del Norte de Devon había sido adquirido en 1865, por lo que el cambio de propiedad simplemente supuso que se mantuviera la situación anterior: la Línea de Exeter a Barnstaple era solo un ramal del LSWR.
Según los acuerdos de 1860 incorporados a las leyes del Parlamento, el GWR continuó operando trenes de mercancías de vía ancha a Crediton hasta la abolición de la vía ancha el 20 de mayo de 1892. Los trenes de mercancías del GWR de vía estrecha continuaron operando hasta el 1 de octubre de 1903.
La sección de Exeter y Crediton fue el origen de la continua expansión del LSWR en Devon. Si el tráfico inicial en el área era agrícola y pesquero, el LSWR desarrolló enérgicamente la idea emergente de las vacaciones junto al mar. No obstante, la línea principal a Plymouth era el activo más importante.
La línea principal a Plymouth se abrió progresivamente desde 1862 hasta 1876, valiéndose de los poderes de ejecución sobre el Ferrocarril del Sur de Devon. Se abrió una ruta independiente que pasaba por alto el Ferrocarril del Sur de Devon desde Lydford a Devonport en 1890.
La costa rocosa del Norte de Devon se alcanzó en 1874, cuando se abrió el ramal de Ilfracombe desde Barnstaple.
Se llegó a Holsworthy en 1879, después de lo cual Cornualles se incorporó a la red del LSWR con la apertura progresiva del Ferrocarril del Norte de Cornualles en el período comprendido entre 1886 y 1892, y la línea se extendió desde Holsworthy a Bude en 1898, completando la Línea de Okehampton a Bude.

## Después del LSWR
Bajo el Ley de Ferrocarriles de 1921 se "agruparon" las principales líneas ferroviarias de Gran Bretaña, y el LSWR pasó a formar parte del nuevo Ferrocarril del Sur (SR). El SR tenía una organización publicitaria vigorosa y desarrolló el tráfico vacacional hacia Devon y Cornualles, gracias al famoso tren de pasajeros Atlantic Coast Express. A partir de 1948, British Railways se estableció como la entidad ferroviaria nacionalizada en Gran Bretaña. Con el aumento de los viajes independientes en automóvil privado y la transferencia generalizada del transporte de mercancías a la carretera, seguido del aumento de las vacaciones económicas en el extranjero, el uso de las líneas colapsó y siguieron los cierres de muchas de las líneas del Norte de Devon y del Norte de Cornualles.
La línea de Exeter y Crediton permanece abierta como el origen de lo que ahora es el ramal de Barnstaple; el servicio de pasajeros opera bajo la marca Línea de Tarka.

## Estaciones
- Exeter St Davids; Estación de tren de Bristol y Exeter, a poco más de una milla al sur de la conexión con el E&CR; utilizado por los trenes del E&CR;
- Cowley Bridge; construida en 1848 pero nunca abierta;
- Saint Cyres; rebautizada como Newton St Cyres el 1 de octubre de 1913;
- Crediton.

## Infraestructura
La línea ascendía suavemente, con una pendiente de 1 en 303, desde Cowley Bridge Junction hasta Crediton.
Se completó, pero no se inauguró, desde Cowley Bridge Junction (en la conexión con el Ferrocarril de Bristol y Exeter) hasta Crediton en 1847. Era una vía doble de vía ancha, y se construyó y completó una estación en Cowley Bridge en 1848, que tampoco se abrió. Había un viaducto de madera de doble vía en la curva que se alejaba de la línea del B&ER, cruzando el río Exe.
La línea de Exeter y Crediton se abrió como una sola vía de gran ancho el 12 de mayo de 1851. La línea del TVER desde Crediton hasta Barnstaple se abrió como una sola vía de gran ancho el 1 de agosto de 1854.
El viaducto sobre el río Exe en Cowley Bridge fue reemplazado por un puente de hierro para vía doble en 1858, pero como parte de la obra se cerró considerablemente el radio de la curva hacia el punto de conexión.
La vía de ancho mixto se puso en servicio en la línea del E&CR el 1 de febrero de 1862.
Una sección corta de doble vía en Cowley Bridge, conocida como enlace de Cowley, se abrió el 11 de noviembre de 1874, y la línea desde el enlace hasta St Cyres se duplicó el 23 de febrero de 1875, y de St Cyres a Crediton se duplicó el 2 de junio de 1875.
La vía ancha dejó de emplearse el 20 de mayo de 1892.
La línea sobre el viaducto de Cowley se redujo a vía sencilla el 28 de noviembre de 1965 y la línea completa también pasó a vía única el 16 de diciembre de 1984.

## Lectura adicional
- David St John Thomas, A Regional History of the Railways of Great Britain – Volume I – the West Country, David & Charles, Newton Abbot, 1966

- Datos: Q5420148